# Stourmouth
Stourmouth est une paroisse civile du Kent, en Angleterre.